# 白い渚のブルース
「白い渚のブルース」（しろいなぎさのブルース、Stranger on the Shore）は、クラリネット奏者アッカー・ビルクの自作曲。1962年全英第2位、全米第1位を記録し、のちにロバート・メリンが英詩を書き、アンディ・ウィリアムス、ドリフターズなども録音した。1962年を代表するインストルメンタル・ナンバー。

## 解説
「白い渚のブルース」はもともと "'Jenny'" というタイトルでビルクの子供の名前から取られていた。BBCテレビは "Stranger on the shore" という番組のテーマにこの作品を使用することを提案し、結果、改題された。アッカ―・ビルクは欧米では "Mr. Acker Bilk" と呼ばれ、1960年から1976年の間にイギリスでは12曲のヒットがあり、アルバムも数多くリリースされた。アメリカでも第1位を記録したが、その後の活躍はイギリスほどではなかった。オリジナル・バージョンは1962年のビルボード年間チャートの1位を記録した。
ヴォーカル盤では1962年アンディ・ウィリアムス盤が全米38位,　ドリフターズ盤は全米73位を記録した。

## 主要なカヴァー
数多くのバージョンがリリースされている。
- マーティン・デニー（1962年）
- ビル・ジャスティス（1962年）
- ロジャー・ウィリアムス（1962年）
- サイ・ゼントナー（1962年）
- ルビー&ザ・ロマンティックス (1963年）
- ビリー・ヴォーン（1963年）
- フランク・チャックスフィールド (1964年）
- ザ・ベンチャーズ - 1964年のアルバム『Walk,Don't Run Vol.2』収録
- チェット・アトキンス (1967年）
- ハーブ・アルパート（1987年）